# Mateo de Burgos
Fray Mateo de Burgos (Valladolid, c. 1548 - Sigüenza, 24 de enero de 1611) 
fue un religioso franciscano español, 
comisario general de su orden en España, 
confesor de la reina Margarita de Austria, 
obispo de Pamplona, 
virrey interino de Navarra en ausencia de Juan de Cardona y Requesens  
y obispo de Sigüenza.
| Predecesor: Antonio Zapata y Cisneros  | Obispo de Pamplona 1600 – 1606   | Sucesor: Antonio Venegas y Figueroa |
| Predecesor: Lorenzo Suárez de Figueroa | Obispo de Sigüenza 1606 – 1611 † | Sucesor: Antonio Venegas y Figueroa |